# Marco Martini
Marco Martini (Rimini, 12 aprile 1979) è un allenatore di calcio ed ex calciatore italiano, di ruolo attaccante.

## Caratteristiche tecniche
Punta centrale, può giocare anche come ala destra.

## Carriera

### Giocatore
Cresciuto nel Padova, debutta tra i professionisti in Serie B il 4 gennaio 1998 nella partita contro il Cagliari persa (1-0) e realizza il suo primo gol in Serie B a soli 17 anni, nella partita contro il Treviso.
Nel 1999 passa al Chieti in Serie C2 dove colleziona 6 presenze. Successivamente gioca nel Campionato Nazionale Dilettanti con il Fano con cui segna 9 gol e disputa i play-off per la promozione in Serie C2. Nel 2001 torna tra i professionisti in Serie C1 con la Vis Pesaro dove rimane fino al gennaio 2004, segnando 9 reti.
Nel gennaio 2004 viene acquistato dalla Sambenedettese sempre in Serie C1. Con la maglia rosso blu, nella stagione successiva, 2004-2005 realizza 9 gol, grazie anche ai quali la squadra disputa i play-off per la promozione in Serie B. Nella Sambenedettese Martini realizza complessivamente 15 reti.
Nel gennaio 2006 viene acquistato dal Pescara in Serie B il quale lo gira immediatamente in prestito al Frosinone iscritto al campionato di Serie C1, ove realizza 13 presenze e 4 gol, oltre a quello memorabile contro il Grosseto nella finale dei play-off che è valso la promozione storica del Frosinone in Serie B.
Nella stagione successiva, 2006-2007 torna a vestire la maglia del Pescara Calcio nella serie cadetta, con la quale segna 8 reti che non servono però a salvare la squadra dalla retrocessione in Serie C1. La stagione successiva rimane tra i cadetti vestendo nuovamente la maglia del Frosinone neopromosso in Serie B. Nel gennaio 2009 scende di categoria vestendo la maglia della Reggiana, con cui disputa 15 partite realizzando 4 gol.
Nella stagione 2009-2010 veste i colori del Perugia segnando 6 gol.
Nell'agosto 2010 viene acquistato dall'Alessandria, firmando un contratto fino a giugno 2013 e realizzando complessivamente 12 gol.
Il 10 gennaio 2012 passa a titolo temporaneo alla Pro Vercelli con cui gioca 12 partite e segna 5 gol, contribuendo al raggiungimento dei play-off per la promozione in Serie B vinti poi dagli stessi piemontesi.
Il 23 agosto 2012 viene ingaggiato dal Cuneo militante in Serie C1 ove realizza 5 gol che, però, non sono serviti a salvare la squadra dalla retrocessione in C2. Anche nella stagione successiva 2013-2014, veste la maglia bianco-rossa fino a che il 31 gennaio 2014 è costretto per scelte tecniche della stessa società a rescindere il contratto.
Nel febbraio 2014 viene ingaggiato dal Santarcangelo Calcio con cui conclude il campionato di Serie C nel maggio 2014. Nel novembre del 2014 torna a vestire la maglia bianco-rossa della Vis Pesaro in Serie D collezionando dieci presenze e due gol, che però non aiutano la propria squadra ad evitare la retrocessione in Eccellenza.
Nel 2015 inizia la sua carriera nel campionato sammarinese, vestendo i colori giallo-blu della squadra sportiva dilettantistica La Fiorita con cui il 1º maggio 2016 ha conquistato la sua prima personale Coppa Titano.
Dopo aver segnato 25 reti tra Campionato sammarinese e Coppa Titano, il 12 luglio 2016 viene premiato dalla FSGC con il "Bombardino d'oro" quale miglior realizzatore in assoluto della stagione.
Nella stagione 2016-2017 gioca, ancora con la maglia de La Fiorita, due partite contro il Debrecen nel primo turno preliminare di UEFA Europa League, facendo così anche il suo esordio assoluto nelle coppe europee. La stagione 2016-2017 si conclude con la vittoria dello scudetto del Campionato sammarinese e con il premio per il miglior marcatore stagionale, raggiungendo la cifra di 37 gol segnati con la maglia de La Fiorita e la conseguente consegna da parte della FSGC dell'ambito riconoscimento del Bombardino d'oro 2017.
Nella stagione 2017-2018 viene ingaggiato dalla Società Polisportiva Tre Penne, altra squadra del campionato sammarinese, con cui gioca le sue ultime partite: nell'estate 2018 infatti si conclude definitivamente la sua carriera da calciatore.

### Allenatore
Contemporaneamente alla carriera da giocatore, nella stagione 2017-2018 inizia a ricoprire il ruolo di vice allenatore del Rimini, guidato in panchina prima da Simone Muccioli e poi da Gianluca Righetti. La formazione biancorossa vince il campionato di Serie D girone D e si assicura la promozione.
Nella stagione 2018-2019 continua a svolgere le mansioni di vice allenatore dei biancorossi nel campionato di Serie C girone B, anche sotto la nuova gestione di Leonardo Acori dopo le dimissioni di Righetti avvenute nell'ottobre 2018. Nello stesso mese di ottobre, è stato ammesso alla frequentazione del corso per l'abilitazione ad Allenatore Professionista di 2ª categoria - UEFA A presso il Centro Tecnico Federale della FIGC di Coverciano.
A seguito dell'esonero di Acori, avvenuto nel gennaio 2019, la società del patron Grassi ha deciso di promuovere Martini al ruolo di capo allenatore nel tentativo di centrare la salvezza.
Nel giugno 2019 è tornato all'Alessandria, dove già aveva giocato in passato, questa volta nelle vesti di vice allenatore del nuovo tecnico Cristiano Scazzola.. A seguito dell’esonero di quest'ultimo ha guidato la prima squadra nella partita di mercoledì 22 gennaio 2020 contro il Gozzano, vincendo 1-0, nell’attesa che la società, scegliesse un nuovo tecnico.
Dal 25 gennaio 2020 ha affiancato Angelo Gregucci nella guida della prima squadra, concludendo il campionato al 5º posto e disputando le gare di play-off uscendo ai quarti di finale.
Anche per la stagione 2020-2021 ha affiancato come collaboratore in seconda Angelo Gregucci, con cui è stato esonerato il 21 gennaio 2021 dopo la sconfitta casalinga con il Como, con la squadra al quarto posto in classifica alla fine del girone d'andata.
Per la stagione 2022-2023 è stato ingaggiato come primo allenatore dalla Sammaurese militante nel girone D della Serie D, chiudendo il campionato all'ottavo posto, regalando alla Sammaurese il miglior piazzamento di sempre.
Il 5 giugno 2023 diventa il nuovo allenatore del Forlì, squadra militante nel campionato di Serie D. Il 26 settembre successivo, dope tre giornate di campionato, viene sollevato dall'incarico.
Nella stagione 2024/2025 entra a far parte del team del Cesena FC, militante in serie B, per svolgere l'incarico di osservatore calcistico, seguendo giocatori di altre squadre sia del campionato italiano che di campionati esteri.

### Statistiche da allenatore
Statistiche aggiornate al 24 settembre 2023.
| Stagione        | Squadra         | Campionato      | Campionato | Campionato | Campionato | Campionato | Coppe nazionali | Coppe nazionali | Coppe nazionali | Coppe nazionali | Coppe nazionali | Coppe continentali | Coppe continentali | Coppe continentali | Coppe continentali | Coppe continentali | Altre coppe | Altre coppe | Altre coppe | Altre coppe | Altre coppe | Totale | Totale | Totale | Totale | % Vittorie | Piazzamento      |
| Stagione        | Squadra         | Comp            | G          | V          | N          | P          | Comp            | G               | V               | N               | P               | Comp               | G                  | V                  | N                  | P                  | Comp        | G           | V           | N           | P           | G      | V      | N      | P      | %          | Piazzamento      |
| --------------- | --------------- | --------------- | ---------- | ---------- | ---------- | ---------- | --------------- | --------------- | --------------- | --------------- | --------------- | ------------------ | ------------------ | ------------------ | ------------------ | ------------------ | ----------- | ----------- | ----------- | ----------- | ----------- | ------ | ------ | ------ | ------ | ---------- | ---------------- |
| gen.-mar. 2019  | Rimini          | C               | 12         | 2          | 4          | 6          | CI-C            | -               | -               | -               | -               | -                  | -                  | -                  | -                  | -                  | -           | -           | -           | -           | -           | 12     | 2      | 4      | 6      | 16,67      | Sub., eson.      |
| gen. 2020       | Alessandria     | C               | 1          | 1          | 0          | 0          | CI+CI-C         | -               | -               | -               | -               | -                  | -                  | -                  | -                  | -                  | -           | -           | -           | -           | -           | 1      | 1      | 0      | 0      | 100,00&    | Sub., ad interim |
| 2022-2023       | Sammaurese      | D               | 38         | 12         | 15         | 11         | CI-D            | 1               | 0               | 0               | 1               | -                  | -                  | -                  | -                  | -                  | -           | -           | -           | -           | -           | 39     | 12     | 15     | 12     | 30,77      | 8º               |
| 2023-2024       | Forlì           | D               | 3          | 1          | 0          | 2          | CI-D            | 1               | 1               | 0               | 0               | -                  | -                  | -                  | -                  | -                  | -           | -           | -           | -           | -           | 4      | 2      | 0      | 2      | 50,00      | eson.            |
| Totale carriera | Totale carriera | Totale carriera | 54         | 16         | 19         | 19         |                 | 2               | 1               | 0               | 1               |                    |                    |                    |                    |                    |             |             |             |             |             | 56     | 17     | 19     | 20     | 30,36      |                  |

## Palmarès

### Club

#### Competizioni nazionali
- Coppa Titano: 1

La Fiorita: 2015-2016
- Campionato sammarinese: 1

La Fiorita: 2016-2017
- Supercoppa di San Marino: 1

La Fiorita: 2017

### Individuale
- Capocannoniere del Campionato sammarinese: 2

2015-2016 (20 gol), 2016-2017 (37 gol)